# 跳橋秀
跳橋秀是指自2000年開始，中华人民共和国廣東省廣州市不斷出现的有人爬上海珠橋、猎德大桥或廣州市其他橋樑、建築，試圖借「自殺」形式申訴冤屈的行为。其中，单在2009年4-5月共两个月的时间里就已經有15宗“跳橋秀”上演，33天内更有8名男子爬上海珠桥跳桥未遂，严重影响了桥上及周边地区的交通，也為廣州造成嚴重的經濟損失。

## 背景
因社會問題日益惡化，有的人是因個人生計問題而爬橋，有的是因孩子走失，有的是因投訴無門、受不公正對待而走此險路，都因為各種理由，有些更只是為了發泄情緒或求婚。大多數的跳橋者都不是有心尋死，而是想借此引起有關部門的重視。儘管如此，他們通過自我毀滅的“表演”，用自己的生命綁架公共道義，仍然形成了悲情並具災難性的一幕，因而引起人們的同情與理解。幾乎所有的爬塔跳橋秀，都能得到公安等部門的緊急救援。然而又因海珠橋處於江南、江北要道，而且鐵架容易攀爬，跳橋行為防不勝防。
經過電視台幾年的新聞不斷報道，很多人都了解到跳橋可有效解決自身的問題，從而引發更多人「跳橋」、「跳樓」，久而久之市民已經產生厭煩、無奈。然而真正的跳樓自殺，卻往往得不到人們的注意。
跳橋者除了外地民工，還有本地人、甚至警察。

## 事件
- 2006年3月3日、5日，江西男子曾水林為討薪分別在東風中路天橋、洛溪大橋上演跳橋秀。
- 2009年1月27日晚，貴州籍女子張某爬上越秀區中山一路內環路高架橋護欄，在欄上“走貓步”一個半小時，造成內環路和橋下中山路交通大堵塞。張某被拘留10天[4]。
- 2009年5月8日早上6点多，茂名男子郑龙趁保安不注意，爬上海珠桥桥梁去进行“跳桥秀”[5][6]。
- 2009年5月11日，一名叶姓男子突然从桥的北面爬上海珠桥的拱形支架顶部，扬言跳桥[7]。
- 2009年5月21日早上7點半，一男子在廣州海珠橋上演跳橋“秀”，一名老伯爬上橋頂將跳橋者推下，導致跳橋者墜地並多處骨折[8]。

## 法律處理
《中华人民共和国治安管理处罚法》有關規定，依法对其做出行政拘留十天的處理。廣州市公安局新聞辦公室通報：2009年有紀錄以來，廣州警方共處理15宗發生在海珠橋的“跳橋”事件，並對其中8人依法做出行政拘留處理，對其他人員處以警告等。

## 政府部门的反应
2009年5月25日，广州市委副秘书长、市信访局局长黄周海昨天在接受中央电视台采访时透露，4月1日以来的12个跳桥当事者中，没有一位通过信访表达自己的诉求。

## 影響
受到跳橋秀的影響，所在地點經常吸引大批群眾圍觀，而橋樑及兩岸道路也要封閉，造成交通堵塞。每個事件最快也要擾讓近2-3小時，長則大半天，受害者主要為上學、上班的市民。
周邊的一些城市的民工知悉後，來到廣州海珠紛紛模仿跳橋，這種風氣亦帶到其他城市。
自2009年5月21日的跳橋事件後，海珠橋派駐保安全日駐守，但6月17日仍然有人成功爬上海珠橋鐵架。

## 外部參考
1. 1 2  . 哔哩哔哩弹幕视频网. 2021-02-22  [2023-11-16]. （原始内容存档于2023-11-16）.
2. ↑  .   [2009-05-21]. （原始内容存档于2016-03-04）.
3. ↑  “兩槓三星”警服男夜跳海珠橋[]
4. ↑  [永久]
5. ↑  . 凤凰网. 2009-06-01  [2023-11-16]. （原始内容存档于2023-11-16） –南方网.
6. ↑  . 新浪网. 2009-06-02  [2023-11-16]. （原始内容存档于2023-11-16） –南都周刊.
7. ↑  . 凤凰网. 2009-05-12  [2023-11-16]. （原始内容存档于2023-11-16） –南方都市报.
8. ↑  南都網 的存檔，存档日期2009-05-25.
9. ↑  . 新浪网. 2009-05-26  [2023-11-16]. （原始内容存档于2023-11-16） –南方日报.
10. ↑  . 中国新闻网. 2009-06-08.
11. ↑  男子杀妻后攥全家福照片跳桥身亡——深圳[永久]
12. ↑  . “南天一剑”（中国共产党广西壮族自治区党委政法委）微信公众号. 2021-09-10  [2023-11-16]. （原始内容存档于2023-11-16）.
13. ↑  . 新浪网. 2009-05-22  [2023-11-16]. （原始内容存档于2023-11-16） –南方日报.
14. ↑  . 新浪网. 2009-05-22  [2023-11-16]. （原始内容存档于2023-11-16） –广州日报.